# Evinacumab
L'evinacumab (REGN1500 secondo la Denominazione Comune Internazionale, noto anche con il nome commerciale di Evkeeza) è un anticorpo monoclonale diretto contro l'ANGPTL3, una molecola simile alle angiopoietine.
Si tratta di un anticorpo inibitore della ANGPTL3 (Angiopoietin Like protein 3), proteina che fisiologicamente inibisce la lipoproteina lipasi e la lipasi endoteliale. Svolge un ruolo importante nella captazione dei trigliceridi circolanti. Per queste proprietà, l'evinacumab è stato sviluppato nell'ambito del trattamento della dislipidemia.
La corretta somministrazione dell'anticorpo permetterebbe di ridurre anche della metà il livello di colesterolo associato alle LDL nei casi di ipercolesterolemia familiare nella forma omozigote. Tuttavia, probabilmente a causa della scarsità di studi clinici effettuati in merito, non è ancora stata dimostrata l'efficacia dell'evinacumab nel ridurre l'incidenza delle patologie cardiovascolari acute, come l'infarto miocardico.
La sua tollerabilità è buona.
Si tratta di un farmaco sviluppato dalla Regeneron Pharmaceuticals. Negli Stati Uniti d'America, il costo annuo del trattamento con evinacumab, nel 2021, era di circa 450 000 dollari.